# Agathis silbae
Agathis silbae ist eine Pflanzenart aus der Familie der Araukariengewächse (Araucariaceae). Sie kommt endemisch auf Vanuatu vor.

## Beschreibung
Agathis silbae wächst als immergrüner Baum, der Wuchshöhen von 35 bis 60 Metern und Brusthöhendurchmesser von bis zu zwei Meter erreichen kann. Der Stamm ist meist bis in eine Höhe von etwa 10 Metern unbeastet und geht in eine breite Krone über, welche aus langen, gerade abstehenden oder nach oben gerichteten Ästen besteht. Die glatte oder schuppige Borke blättert ab und ist anfangs grau, bei älteren Bäumen weiß gefärbt. Die innere Rinde ist rot bis rosafarben gefärbt und sondert ein weißes Harz ab, welches sich später hellgelb verfärbt.
Die dicken ledrigen, hellgrünen Blätter stehen fast gegenständig angeordnet an den Zweigen. Die Blätter von jungen Bäume oder Bäumen, welche an schattigen Standorten wachsen, sind bei einer Länge von 5 bis 12 Zentimeter und einer Breite von 2 bis 5 Zentimetern lanzettförmig geformt und haben eine spitz bis stumpf zulaufende Spitze. Ältere Bäume haben lanzettförmige Blätter mit stumpfen oder spitz zulaufenden Spitzen, welche 4 bis 8 Zentimeter lang und 2 bis 4 Zentimeter breit werden.
Agathis silbae ist einhäusig getrenntgeschlechtig (monözisch) und die Blütezeit ist nicht bekannt, findet aber möglicherweise mehrmals im Jahr statt. Die achselständigen männlichen Blütenzapfen sind rötlichbraun gefärbt. Sie stehen an einem 0,4 bis 0,6 Zentimeter langen Stiel und sind bei einer Länge von 3,7 bis 5,5 Zentimeter und einer Dicke von 1,5 bis 1,8 Zentimeter länglich-zylindrisch geformt. Die kugeligen weiblichen Zapfen haben einen dicken, 0,6 bis 0,9 Zentimeter langen Stiel, werden 10 bis 12 Zentimeter dick und stehen einzeln an den Zweigen. Sie sind anfangs grün und häufig harzig. verfärben sich zur Reife hin aber braun. Die Zapfen bestehen aus dreieckigen Zapfenschuppen, welche rund 3,5 Zentimeter lang und zwischen 4 und 5 Zentimetern breit werden. Die Samen haben zwei unterschiedlich große Flügel und sind bei einer Länge von 1,2 bis 1,5 Zentimeter und einer Breite von 0,7 bis 0,8 Zentimeter länglich-eiförmig geformt. Der größere der beiden Samenflügel wird zwischen 2 und 2,5 Zentimeter lang und zwischen 1,3 und 1,7 Zentimeter breit, während der kleinere eine Breite von 0,4 bis 0,6 Zentimetern erreicht.

## Vorkommen und Gefährdung
Das natürliche Verbreitungsgebiet von Agathis silbae liegt auf der zu Vanuatu gehörenden Insel Espiritu Santo. Es umfasst dort vier Gebiete im westlichen Teil der Insel und erstreckt sich von der Cumberland-Halbinsel im Norden bis zum Berg Tabwemasana im Süden.
Agathis silbae gedeiht in Höhenlagen von 450 bis 760 Metern. Sie wächst auf der West- und Nordwestseite von Erhöhungen in tropischen Regenwäldern. Die jährliche Niederschlagsmenge im Verbreitungsgebiet beträgt rund 4500 mm. Es werden Böden besiedelt, welche sich auf Basalt gebildet haben. Die Art kommt vergesellschaftet mit Calophyllum neo-ebudicum, Cryptocarya turbinata, Dysoxylum-Arten, Myristica fatua sowie verschiedenen Steineiben (Podocarpus) vor.
Agathis silbae wird in der Roten Liste der IUCN als „gering gefährdet“ eingestuft. Als Hauptgefährdungsgrund wird die gezielte Schlägerung dieser Art genannt, welche jedoch seit 1997 aufgrund von Streitereien um Grundbesitz und Gewinnaufteilung kaum mehr stattfindet. Zudem befinden sich die bekannten Bestände in nur schwer zu erreichenden Gebieten.

## Systematik
Die Erstbeschreibung als Agathis silbae erfolgte 1987 durch David John de Laubenfels in Phytologia, Band 61, Nummer 7, Seite 448.

## Nutzung
Das Holz von Agathis silbae ähnelt in seinem Aussehen und den Eigenschaften dem anderer Kauri-Bäume. Das Harz wurde vor früher als Brennstoff sowie zum Abdichten von Kanus verwendet. Der Ruß, welcher beim Verbrennen des Harzes übrigbleibt, wurde als Farbstoff für die Tätowierungen der Einheimischen genutzt. Aus der Baumrinde wurde Medizin gewonnen und die Wurzelspitzen wurden als Nahrung für Kleinkindern eingesetzt.